# Agrostis attenuata
Agrostis attenuata é uma espécie de gramínea do gênero Agrostis, pertencente à família Poaceae.